# Xã Scipio, Quận Allen, Indiana
Xã Scipio (tiếng Anh: Scipio Township) là một xã thuộc quận Allen, tiểu bang Indiana, Hoa Kỳ. Năm 2010, dân số của xã này là 414 người.